# Iris Stiekema
Iris Stiekema (Emmen, 30 maart 2002) is een Nederlands voetbalster die uitkomt voor PEC Zwolle in de Vrouwen Eredivisie.

## Carrière
Stiekema speelde voor het Ajax Talententeam, en komt sinds augustus 2020 uit voor de Ajax Vrouwen. In januari 2021 maakt Stiekema haar debuut in de Eredivisie Cup en een week later in de bekercompetitie. In de zomer van 2021 tekent ze een driejarig contract bij Ajax. Aan het eind van haar contract stapte ze transfervrij over naar PEC Zwolle. Ze speelde in totaal vijf officiële wedstrijden voor de Amsterdammers.

### Carrièrestatistieken
| Seizoen                      | Club            | Land            | Competitie         | Competitie | Competitie | Beker | Beker | Internationaal | Internationaal | Overig | Overig | Totaal | Totaal |
| Seizoen                      | Club            | Land            | Competitie         | Wed.       | Dlp.       | Wed.  | Dlp.  | Wed.           | Dlp.           | Wed.   | Dlp.   | Wed.   | Dlp.   |
| ---------------------------- | --------------- | --------------- | ------------------ | ---------- | ---------- | ----- | ----- | -------------- | -------------- | ------ | ------ | ------ | ------ |
| 2020/21                      | Ajax            | Nederland       | Vrouwen Eredivisie | 1          | 0          | 2     | 0     | 0              | 0              | 1      | 0      | 4      | 0      |
| 2021/22                      | Ajax            | Nederland       | Vrouwen Eredivisie | 1          | 0          | 0     | 0     | –              | –              | 0      | 0      | 1      | 0      |
| 2022/23                      | Ajax            | Nederland       | Vrouwen Eredivisie | 0          | 0          | 0     | 0     | 0              | 0              | 0      | 0      | 0      | 0      |
| 2023/24                      | Ajax            | Nederland       | Vrouwen Eredivisie | 0          | 0          | 0     | 0     | –              | –              | 0      | 0      | 0      | 0      |
| 2024/25                      | PEC Zwolle      | Nederland       | Vrouwen Eredivisie | 1          | 0          | 0     | 0     | –              | –              | 0      | 0      | 1      | 0      |
| Carrière totaal              | Carrière totaal | Carrière totaal | Carrière totaal    | 3          | 0          | 2     | 0     | 0              | 0              | 1      | 0      | 6      | 0      |
| Bijgewerkt tot 22 april 2025 |                 |                 |                    |            |            |       |       |                |                |        |        |        |        |

## Interlands
In mei 2019 speelt Stiekema met Oranje O17 tegen Bulgarije haar debuut voor Oranje.

## Erelijst
RBC
| Nationaal      |    |         |
| Landskampioen  | 1x | 2022/23 |
| KNVB Beker     | 1x | 2021/22 |
| Eredivisie Cup | 1x | 2020/21 |

## Privé
Stiekema komt uit Emmen, en woont in Amsterdam.